# Тэндзю
Тэндзю (яп. 天授 тэндзю) — девиз правления (нэнго) японского императора Тёкэя из южной династии, использовавшийся с 1375 по 1381 год.
В Северном Дворе в этот период правил император Го-Энъю с нэнго Эйва (1375—1379), Коряку (1379—1381) и Эйтоку (1381—1384). Девиз правления Тэндзю был объявлен из-за землетрясения.

## Продолжительность
Начало и конец эры:
- 27-й день 5-й луны 4-го года Бунтю (по юлианскому календарю — 26 июня 1375);
- 10-й день 2-й луны 7-го года Тэндзю (по юлианскому календарю — 6 марта 1381).

## Происхождение
Название нэнго было заимствовано из 92-го цзюаня древнекитайского сочинения Ши цзи:「且陛下所謂天授、非人力也」.

## События
даты по юлианскому календарю

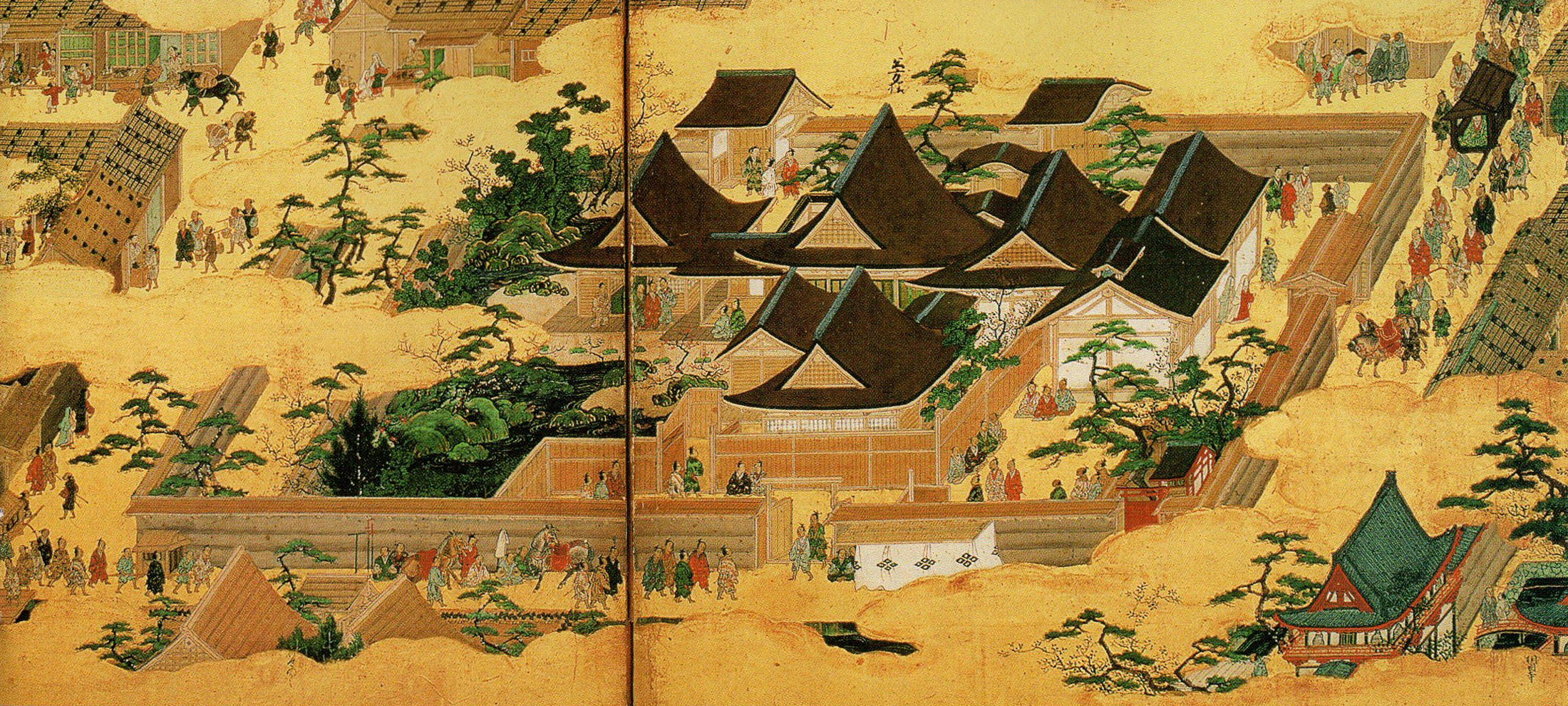
Дворец Асикага Ёсимицу «Хана-но-госё» был в два раза больше императорского дворца в Киото.

- 1375 год (1-й год Тэндзю) — сёгун Асикага Ёсимицу помолился в храме Ивасимидзу; в качестве даров он преподнёс свой меч для храмовой казны, золотые пайетки для украшения храма и скаковых лошадей для хамовой конюшни[7];
- 1375 год (1-й год Тэндзю) — сёгуну Ёсимицу впервые было разрешено посетить покои императора в киотском дворце[7];
- 1377 год (3-й год Тэндзю) — посол корейского государства Корё Чон Монджу встретился с наместником сёгуна на острове Кюсю, Имагавой Рёсюном (яп. 今川 了俊) с целью скоординировать усилия двух государств в борьбе с пиратством[8][9];
- 1378 год (4-й год Тэндзю) — Ёсимицу переезжает в свою новую усадьбу[8] под названием «Хана-но-госё» (яп. 花の御所, Дворец Цветов)[10];
- 1378 год (4-й год Тэндзю) — Асикага Ёсимицу отправляет Ямана Удзикиё и других самураев напасть на род Кусуноки. После отчаянного сопротивления, Кусуноки были вынуждены отступить[11];
- 1379 год (5-й год Тэндзю) — Сиба Ёсимаса удостоен должности канрэя[12];
- 1380 год (6-й год Тэндзю) — военачальник Кусуноки Масанори (яп. 楠木 正儀) возвращается ко двору; армия Южного Двора терпит неудачи[12];
- 26 июля 1380 года (24-й день 6-й луны 6-го года Тэндзю) — скончался бывший император Комё в возрасте 60 лет[13];
- 1381 год (7-й год Тэндзю) — составлен сборник стихов вака «Синъёвакасю» (яп. 新葉和歌集, Собрание новых листьев).

## Сравнительная таблица
Ниже представлена таблица соответствия японского традиционного и европейского летосчисления. В скобках к номеру года японской эры указано название соответствующего года из 60-летнего цикла китайской системы гань-чжи. Японские месяцы традиционно названы лунами.
| 1-й год Тэндзю (Деревянный Кролик)      | 1-я луна*      | 2-я луна   | 3-я луна  | 4-я луна* | 5-я луна               | 6-я луна* | 7-я луна  | 8-я луна*              | 9-я луна    | 10-я луна* | 11-я луна* | 12-я луна  |                |
| 1-й год Эйва                            | 1-я луна*      | 2-я луна   | 3-я луна  | 4-я луна* | 5-я луна               | 6-я луна* | 7-я луна  | 8-я луна*              | 9-я луна    | 10-я луна* | 11-я луна* | 12-я луна  |                |
| --------------------------------------- | -------------- | ---------- | --------- | --------- | ---------------------- | --------- | --------- | ---------------------- | ----------- | ---------- | ---------- | ---------- | -------------- |
| Юлианский календарь                     | 2 февраля 1375 | 3 марта    | 2 апреля  | 2 мая     | 31 мая                 | 30 июня   | 29 июля   | 28 августа             | 26 сентября | 26 октября | 24 ноября  | 23 декабря |                |
| 2-й год Тэндзю (Огненный Дракон)        | 1-я луна*      | 2-я луна   | 3-я луна  | 4-я луна* | 5-я луна               | 6-я луна* | 7-я луна  | 7-я луна* (високосная) | 8-я луна    | 9-я луна   | 10-я луна* | 11-я луна  | 12-я луна*     |
| 2-й год Эйва                            | 1-я луна*      | 2-я луна   | 3-я луна  | 4-я луна* | 5-я луна               | 6-я луна* | 7-я луна  | 7-я луна* (високосная) | 8-я луна    | 9-я луна   | 10-я луна* | 11-я луна  | 12-я луна*     |
| Юлианский календарь                     | 22 января 1376 | 20 февраля | 21 марта  | 20 апреля | 19 мая                 | 18 июня   | 17 июля   | 16 августа             | 14 сентября | 14 октября | 13 ноября  | 12 декабря | 11 января 1377 |
| 3-й год Тэндзю (Огненная Змея)          | 1-я луна*      | 2-я луна   | 3-я луна* | 4-я луна  | 5-я луна*              | 6-я луна  | 7-я луна  | 8-я луна*              | 9-я луна    | 10-я луна  | 11-я луна* | 12-я луна  |                |
| 3-й год Эйва                            | 1-я луна*      | 2-я луна   | 3-я луна* | 4-я луна  | 5-я луна*              | 6-я луна  | 7-я луна  | 8-я луна*              | 9-я луна    | 10-я луна  | 11-я луна* | 12-я луна  |                |
| Юлианский календарь                     | 9 февраля 1377 | 10 марта   | 9 апреля  | 8 мая     | 7 июня                 | 6 июля    | 5 августа | 4 сентября             | 3 октября   | 2 ноября   | 2 декабря  | 31 декабря |                |
| 4-й год Тэндзю (Земляная Лошадь)        | 1-я луна*      | 2-я луна*  | 3-я луна  | 4-я луна* | 5-я луна               | 6-я луна* | 7-я луна  | 8-я луна               | 9-я луна*   | 10-я луна  | 11-я луна  | 12-я луна* |                |
| 4-й год Эйва                            | 1-я луна*      | 2-я луна*  | 3-я луна  | 4-я луна* | 5-я луна               | 6-я луна* | 7-я луна  | 8-я луна               | 9-я луна*   | 10-я луна  | 11-я луна  | 12-я луна* |                |
| Юлианский календарь                     | 30 января 1378 | 28 февраля | 29 марта  | 28 апреля | 27 мая                 | 26 июня   | 25 июля   | 24 августа             | 23 сентября | 22 октября | 21 ноября  | 21 декабря |                |
| 5-й год Тэндзю (Земляная Коза)          | 1-я луна       | 2-я луна*  | 3-я луна* | 4-я луна  | 4-я луна* (високосная) | 5-я луна* | 6-я луна  | 7-я луна               | 8-я луна*   | 9-я луна   | 10-я луна  | 11-я луна  | 12-я луна*     |
| 1-й год Коряку                          | 1-я луна       | 2-я луна*  | 3-я луна* | 4-я луна  | 4-я луна* (високосная) | 5-я луна* | 6-я луна  | 7-я луна               | 8-я луна*   | 9-я луна   | 10-я луна  | 11-я луна  | 12-я луна*     |
| Юлианский календарь                     | 19 января 1379 | 18 февраля | 19 марта  | 17 апреля | 17 мая                 | 15 июня   | 14 июля   | 13 августа             | 12 сентября | 11 октября | 10 ноября  | 10 декабря | 9 января 1380  |
| 6-й год Тэндзю (Металлическая Обезьяна) | 1-я луна       | 2-я луна*  | 3-я луна* | 4-я луна  | 5-я луна*              | 6-я луна* | 7-я луна  | 8-я луна*              | 9-я луна    | 10-я луна  | 11-я луна  | 12-я луна* |                |
| 2-й год Коряку                          | 1-я луна       | 2-я луна*  | 3-я луна* | 4-я луна  | 5-я луна*              | 6-я луна* | 7-я луна  | 8-я луна*              | 9-я луна    | 10-я луна  | 11-я луна  | 12-я луна* |                |
| Юлианский календарь                     | 7 февраля 1380 | 8 марта    | 6 апреля  | 5 мая     | 4 июня                 | 3 июля    | 1 августа | 31 августа             | 29 сентября | 29 октября | 28 ноября  | 28 декабря |                |
| 7-й год Тэндзю (Металлический Петух)    | 1-я луна       | 2-я луна   | 3-я луна* | 4-я луна* | 5-я луна               | 6-я луна* | 7-я луна* | 8-я луна               | 9-я луна*   | 10-я луна  | 11-я луна  | 12-я луна* |                |
| 1-й год Эйтоку                          | 1-я луна       | 2-я луна   | 3-я луна* | 4-я луна* | 5-я луна               | 6-я луна* | 7-я луна* | 8-я луна               | 9-я луна*   | 10-я луна  | 11-я луна  | 12-я луна* |                |
| Юлианский календарь                     | 26 января 1381 | 25 февраля | 27 марта  | 25 апреля | 24 мая                 | 23 июня   | 22 июля   | 20 августа             | 19 сентября | 18 октября | 17 ноября  | 17 декабря |                |

* звёздочкой отмечены короткие месяцы (луны) продолжительностью 29 дней. Остальные месяцы длятся 30 дней.